# Nathan Rosen
Nathan Rosen (hebreiska: נתן רוזן), född 22 mars 1909 i Brooklyn, New York, död 18 december 1995, var en israelisk fysiker.
Nathan Rosen studerade vid MIT under John C. Slater och disputerade 1932. Han var mellan 1934 och 1936 assistent till Albert Einstein vid Institute for Advanced Study vid Princeton University och arbetade 1936 till 1938 som professor vid Kievs universitet i dåvarande Sovjetunionen varefter han återvände till USA och arbetade då bland annat som professor vid University of North Carolina. 1953 flyttade han permanent till Israel för att fortsätta sin karriär vid Technion i Haifa.
Rosen var tillsammans med Albert Einstein och Boris Podolsky medförfattare till en berömd artikel i Physical Review (Can Quantum-Mechanical Description of Physical Reality Be Considered Complete?) där EPR-paradoxen i kvantmekaniken infördes. Detta är ett viktigt arbete som påvisar problemet med kvantmekanisk sammanflätning och dess konsekvenser för tolkningen av kvantmekaniken. Han var också en av upptäckarna av Einstein-Rosen-bryggan i den allmänna relativitetsteorin.